# Elaphoglossum subcochleare
Elaphoglossum subcochleare är en träjonväxtart som beskrevs av Christ. Elaphoglossum subcochleare ingår i släktet Elaphoglossum och familjen Dryopteridaceae. Inga underarter finns listade.